# Eurya sandwicensis
Eurya sandwicensis är en tvåhjärtbladig växtart som beskrevs av Asa Gray. Eurya sandwicensis ingår i släktet Eurya och familjen Pentaphylacaceae. IUCN kategoriserar arten globalt som sårbar. Inga underarter finns listade i Catalogue of Life.